# امتینا
امتینا (به لاتین: Ametina) یک منطقهٔ مسکونی در موزامبیک است که در Cabo Delgado Province واقع شده‌است.